# Хахаладжвари
Хахаладжвари (груз. ხახალაჯვარი, азерб. Dəmirli) — село Болнисского муниципалитета, края Квемо-Картли республики Грузия с 98 %-ным азербайджанским населением. Находится в юго-восточной части Грузии, на территории исторической области Борчалы.

## Изменения топонима
В 1990—1991 годах, в результате изменения руководством Грузии исторических топонимов населённых пунктов этнических меньшинств в регионе, название села Дамирли («азерб. Dəmirli») было изменено на его нынешнее название — Хахаладжвари.

## География
Село находится на левом берегу реки Геди, в 21 км к западу от районного центра Болниси, на высоте 1100 метров от уровня моря.
Граничит с поселком Казрети, с селами Чреши, Ципори, Гета, Дарбази, Поцхвериани, Тандзиа, Ицриа, Дзедзвнариани, Дзвели-Квеши, Кианети, Джавшаниани, Сенеби и Бечагали Болнисского Муниципалитета и Диди-Дманиси, Машавера, Бослеби и Болижи Дманисского муниципалитета.

## Население
По данным Государственного статистического комитета Грузии, согласно официальной переписи 2002 года, численность населения села Хахаладжвари составляет 359 человек и на 98 % состоит из азербайджанцев.

## Экономика
Население в основном занимается овцеводством, скотоводством и овощеводством.

## Достопримечательности
- Средняя школа[9] — построена в 1932 году.[6]

## Известные уроженцы
- Анвар Шабанов — учёный;[6]
- Гамид Шабанов - ученый, директор школы
- Ибад Ахмедов — учёный;[6]
- Аловсат Османлы — учёный.[6]
- Шакир Юсубов - ученый.[6]
- Самир Ахмедов - Кандидат юридических наук; бизнесмен
- Вакил Байрамов-ученый